# Spodnje Grušovje
Spodnje Grušovje este o localitate din comuna Slovenske Konjice, Slovenia, cu o populație de 192 de locuitori.